# Макарта
Макарта (груз. მაქართა) — село в Грузії.
За даними перепису населення 2014 року в селі проживає 40 осіб.